# Liste des romans du Clan des sept

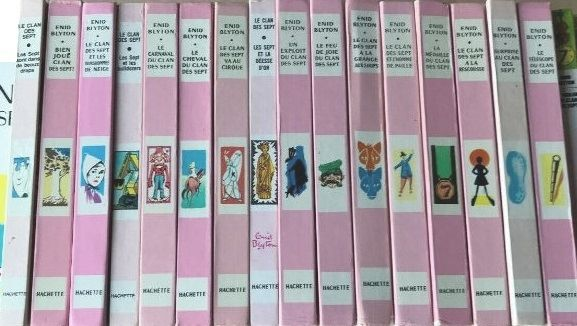
16 titres français du Clan des sept par Enid Blyton.

Cette page liste les romans de la série du Clan des sept (titre original : The Secret Seven), série de quinze romans policiers pour la jeunesse écrits par Enid Blyton, publiée de 1949 à 1963 au Royaume-Uni, et de 1958 à 1974 en France par les éditions Hachette dans la collection Bibliothèque rose.
Les personnages de la série Le Clan des sept ont été repris dans une série de douze romans écrits par Évelyne Lallemand, publiés de 1976 à 1986 chez Hachette dans la collection Bibliothèque rose sous le titre de série Les Sept. Neuf de ces nouveaux romans ont été traduits en anglais par Anthea Bell, sous le titre de série The Seven, avec un ordre de parution différent de l'ordre français. Ils ont été publiés entre 1983 et 1986 par l'éditeur Knight Books.

## SérieLe Clan des septd’Enid Blyton

### Le Clan des sept et les Bonshommes de neige
- Titre original : The Secret Seven.
- Date de publication originale : 1949.
- Date de publication en français :
- Publication en France : Bibliothèque rose.
- Illustrations : Jeanne Hives puis Henriette Munière (édition de 1978).
- Nombre de pages : 184 environ (édition de 1978).
- Résumé : 
  - Mise en place de l'intrigue (chapitres 1 à 4) : Durant les vacances de Noël, les enfants du Clan des sept décident de construire des bonshommes de neige dans un champ. Le soir même, Jacques se rend compte qu'il a laissé tomber dans ce champ son badge montrant son appartenance au Clan. Il sort donc dans la nuit hivernale pour le rechercher, faute de quoi il ne sera pas accepté à la prochaine réunion. Il retrouve le badge assez facilement, mais est témoin de l'arrivée mystérieuse de deux hommes qui semblent transporter dans une fourgonnette un prisonnier. Ce dernier pousse des gémissements horribles. De retour chez lui, Jacques juge que la situation qu'il a vue nécessite une enquête du Clan.
  - Enquête et aventures (chapitres 5 à 10) : Les enfants se répartissent en trois équipes : l'une va enquêter auprès de la maison dans laquelle les deux hommes sont susceptibles d'avoir amené leur prisonnier, la seconde recherche l'identité du propriétaire de cette maison et la troisième examine les traces des pneus sur la neige (arrivée, départ, dessins des pneus). Par la suite, les quatre garçons du Clan décident de surveiller la maison, pensant que les bandits vont peut-être revenir le soir suivant. Étant fatigués par l'inaction, Pierre et Jacques pénètrent dans la maison, mais sont surpris par l’arrivée inopinée des bandits. Ceux-ci les découvrent et les enferment dans la cave avec leur mystérieux prisonnier.
  - Dénouement et révélations finales (chapitres 11 et 12) : Le prisonnier s'avère être un cheval pur-sang prénommé Prince bleu. Georges et Colin, les deux autres garçons restés hors de la maison, ont assisté à l’arrivée des bandits. Une fois les bandits repartis, ils vont libérer Jacques et Pierre ainsi que le cheval. Tout le monde se retrouve chez le père de Pierre. Les gendarmes sont alertés et procèdent à l'arrestation des voleurs. Le propriétaire du cheval envoie aux enfants une récompense symbolique pour les remercier de leur action.
- Remarque : les mots de passe utilisés dans le roman sont « Vacances » et « Septuor ».

### Le Clan des sept va au cirque
- Titre original : Secret Seven Adventure
- Date de publication originale : 1950
- Date de publication en français :
- Publication en France : Bibliothèque rose illustrée
- Illustrations : Jeanne Hives
- Nombre de pages :
- Résumé : 
  - Mise en place de l'intrigue :
  - L'enquête :
  - Dénouement et révélations finales :
- Remarque :

### Bien joué, Clan des sept!
- Titre original : Well Done Secret Seven.
- Date de publication originale : 1951.
- Date de publication en français :
- Publication en France : Bibliothèque rose illustrée
- Illustrations : Marianne Clouzot puis Josette Robion (édition de 1973).
- Nombre de pages : 182 (édition de 1973).
- Résumé : 
  - Mise en place de l'intrigue (chapitres 1 à 9) : Les Sept construisent une cabane en haut d'un arbre touffu du Bois-Bourru tout proche. Après l'avoir aménagée, ils la garnissent de différentes affaires. Ils font la connaissance d'un garçon qui dit se prénommer Jean-Paul et s'être enfui du domicile de son oncle et de sa tante.
  - Enquête et aventures (chapitres 10 à 17) : Il explique aux Sept que son père est mort, que sa mère est hospitalisée, qu'il a été placé chez son oncle et sa tante, que son oncle est méchant et qu'il a planifié un « coup » avec un de ses amis, M. Touyet. Jean-Paul a surpris quelques mots de la conversation entre l'oncle et Touyet : « France Chemin », « jeudi 25 », « DU 54 », « soupirail » et « boîte bleue ». Munis de ces indices assez minces et plutôt mystérieux, les Sept vont enquêter et découvrir que l'oncle et Touyet envisagent de voler un camion postal.
  - Dénouement et révélations finales (chapitres 18 et 19) : Les Sept alertent la gendarmerie et les malfaiteurs sont arrêtés. C'est à ce moment-là que Jean-Paul apprend que sa mère vient de sortir de l’hôpital et qu'il peut rentrer chez lui.

### Le Clan des sept à la Grange-aux-loups
- Titre original : Secret Seven on the Trail
- Date de publication originale : 1952
- Date de publication en français :
- Publication en France : Bibliothèque rose illustrée
- Illustrations : Henriette Munière
- Nombre de pages : 156 (édition française)
- Résumé : 
  - Mise en place de l'intrigue (chapitres 1 à 4) : La rentrée des classes approche. Les Sept se réunissent, fixent un nouveau mot-de-passe (« Charlie-Filou ») et se promettent de se revoir si une aventure devait advenir. Suzie, la sœur de Jacques, crée avec quatre autres camarades de classe un club concurrent qu'elle appelle « Le Club des Cinq ». Voyant que son frère la surveille, elle réunit ses collègues et leur propose de faire un canular aux Sept. Ainsi elle fait croire à Jacques que le « Club des Cinq » a découvert une énigme dans une vieille bâtisse abandonnée : la Grange-aux-Loups.
  - Enquête et aventures (chapitres 5 à 13) : Jacques rapporte à Pierre, le chef du Clan, ce qu'il a appris. Ce dernier est dubitatif et pense que Suzie et ses amis leur jouent un tour. Entêté, Jacques informe Georges de sa découverte. Les deux garçons décident de surveiller Suzie. Jacques fait inviter Georges chez ses parents, tandis que Suzie fait inviter l'un des Cinq, Jean. Le soir même, Suzie et Jean font mine de partir en cachette pour se rendre à la Grange-aux-Loups. Jacques et Georges les suivent. Ils ignorent qu'en réalité Suzie et Jean sont immédiatement retournés à la maison de Jacques. C'est donc seuls que Jacques et Georges arrivent à la Grange-aux-Loups. Ils sont étonnés de ne pas y voir Suzie et son comparse, mais encore plus étonnés quand ils découvrent que la bastide délabrée abrite deux individus louches, Zeb et René. Ils découvrent que les deux hommes, en lien avec un troisième qui n'est pas là, projettent un mauvais coup. De retour à la maison de Jacques, ils y découvrent Suzie qui révèle l’existence du canular. Jacques est humilié mais ne dit rien sur les découvertes faites dans la maison abandonnée ce soir-là. En voulant faire croire à l'existence d'un « mystère » à la Grange-aux-Loups, Suzie a sans le vouloir permis la découverte d'un mystère à résoudre ! Jacques et Georges font part de leurs découvertes à Pierre, lequel organise une réunion à bref délai des Sept. Les enfants tentent de déterminer l'identité des bandits et la nature du mauvais coup qu'ils préparent. En fin de compte, ils découvrent qu'ils projettent de voler le chargement d'un train de marchandises.
  - Dénouement et révélations finales (chapitres 14 à 18) : Les Sept continuent leur enquête et découvrent quel train doit faire l'objet d'un détournement. Alors qu'ils assistent au détournement du train, ils avertissent la police. Les policiers interviennent et arrêtent les bandits, Zeb et René, ainsi que le chef, Charlie.

### Un exploit du Clan des sept
- Titre original : Go Ahead Secret Seven.
- Date de publication originale : 1953.
- Date de publication en français :
- Publication en France : Bibliothèque rose no 48.
- Illustrations : Langlais, puis Henriette Munière (édition de 1982).
- Nombre de pages : 183 (édition de 1965), 145 (édition de 1982).
- Résumé : 
  - Mise en place de l'intrigue (chapitres 1 à 7) : Le récit commence par les regrets de Pierre qui n'a pas réuni ses amis du Clan depuis longtemps. Il faut dire qu'il n'y a eu aucun mystère à résoudre depuis plusieurs mois. Après avoir remplacé l'ancien mot de passe (« Cadet Roussel ») par un nouveau mot de passe (« Méfie-toi »), les enfants décident de procéder à des filatures de passants de la ville, ce de manière aléatoire, espérant qu'ils remarqueront des gens suspects. Ainsi Georges suit un homme, mais ce dernier remarque la filature et ramène Georges à son domicile, où son père le gronde et lui ordonne de cesser de rencontrer ses amis du Clan. Georges « démissionne » donc du Clan ; il est remplacé provisoirement par le chien Moustique.
  - Enquête et aventures (chapitres 8 à 19) : Par la suite, Colin remarque le comportement étrange d'un homme qui tient un chien en laisse : l'animal « disparaît » alors que l’homme s'est engagé dans une ruelle en impasse et en ressort sans le chien. Les enfants décident d'enquêter et se répartissent les rôles : tandis que les filles se renseignent pour déterminer si des chiens ont disparu ou ont été enlevés récemment, les garçons décident d'aller voir la ruelle et de découvrir un éventuel endroit pour cacher un chien. En regardant les journaux locaux, le groupe des filles constate qu'effectivement, plusieurs chiens de race ont été récemment enlevés à leurs maîtres. Pendant ce temps, les garçons visitent la ruelle en impasse et découvrent l'entrée d'une cave souterraine dans laquelle plusieurs chiens sont retenus prisonniers. Mais les enfants sont eux-mêmes faits prisonniers par deux malfaiteurs et placés dans des cages. Ils sont par la suite libérés par Georges qui, malgré son éviction temporaire, avait décidé de suivre ses amis sans se faire repérer. Il est donc descendu dans la cave, et peut ainsi les délivrer.
  - Dénouement et révélations finales (chapitre 20) : Les enfants se rendent à la gendarmerie où ils révèlent les faits. Les voleurs, finalement au nombre de trois, sont arrêtés et les chiens volés sont restitués à leurs propriétaires. Le père de Georges l'autorise à réintégrer le Clan.

### Le Carnaval du Clan des sept
- Titre original : Good Work Secret Seven.
- Date de publication originale : 1954.
- Date de publication en français :
- Publication en France : Bibliothèque rose.
- Illustrations : Jeanne Hives puis Henriette Munière (édition de 1973).
- Nombre de pages : 187 (édition de 1973).
- Résumé : 
  - Mise en place de l'intrigue (chapitres 1 à 9) : Après une longue introduction au cours de laquelle les Sept font l'objet d'un canular de Suzie (elle leur fait croire à une réunion de bandits dans un local), les enfants préparent Mardi gras et le carnaval qui y est associé. Mais l’aventure surgit inopinément lorsqu'un soir, un duo de bandits vole la voiture du Pierre et de Jeannette alors que les deux enfants sont à l'arrière. Les voleurs n'ont pas vu qu'ils volaient une voiture « occupée » et leur conversation n'échappe pas aux deux enfants qui comprennent que les deux hommes préparent un « coup ». Les seuls indices qu'ont les enfants : l'indication « R 80 61 » (un numéro de téléphone ?), un nom de bar ou de brasserie : « Chez Simon », un rendez-vous dans ce bar à 17 h, la description des bandits vus de dos. Les Sept examinent la voiture et trouvent un bouton de veste laissé par les voleurs et un vieux portefeuille.
  - Enquête et aventures (chapitres 10 à 17) : Muni de l'ensemble de ces indices, Pierre en parle à son père qui refuse de porter plainte, mettant le vol de la voiture sur le compte de deux jeunes désœuvrés pas méchants. Les Sept décident donc d'enquêter. Ils commencent leur enquête par aller voir le propriétaire du portefeuille, mais il s'agit d'une fausse piste. Ils continuent parallèlement la préparation du carnaval, mais une bougie renversée par mégarde par le chien Moustique sur un lot de feux d'artifice détruit leur stock de feux d'artifice et leur petite cabane. Les Sept continuent leur enquête et, grâce à Jacques qui a eu l'idée de se déguiser en pantin inanimé de carnaval, surveillent le bar « Chez Simon ». La surveillance permet de localiser les voleurs et de faire une filature. Ils découvrent l'adresse du chef de la bande grâce à l'indication « R 80 61 ».
  - Dénouement et révélations finales (chapitre 18) : Les Sept dénoncent l'ensemble de la bande à la police qui en remerciement leur offre des feux d'artifice pour remplacer ceux détruits la veille par Moustique. Les Sept pourront donc passer une magnifique fête de carnaval.
- Remarque : le mot de passe utilisé dans le roman est « Mardi gras », puis " Feu d'artifice " après que Suzie ait entendu le premier mot de passe.

### Le Clan des sept et l'Homme de paille
- Titre original : Secret Seven Win Through.
- Date de publication originale : 1955.
- Date de publication en français :
- Publication en France : Bibliothèque rose.
- Illustrations : Michel Aslan.
- Nombre de pages : 185.
- Résumé : 
  - Mise en place de l'intrigue (chapitres 1 à 7) : Le père de Pierre a décidé de faire réparer et repeindre la cabane du Clan des sept, si bien que les enfants doivent trouver un nouveau lieu de réunion. Après réflexions et recherches, le choix des jeunes gens se porte sur une grotte située non loin de là. Ils aménagent les lieux en installant des coussins, des boîtes de biscuits secs, des bouteilles d'eau, des livres, etc. Quelques jours plus tard, ils découvrent que la grotte a été « visitée » : des boîtes de biscuits secs ont été ouvertes et leur contenu mangé, des coussins et une lampe de poche ont disparu. Pensant à une vengeance de Suzie (sœur de Jacques) ou à l'acte isolé d'un vagabond, ils mettent en place un système de protection de l'entrée de la grotte, et la surveillent épisodiquement.
  - Enquête et aventures (chapitres 8 à 14) : Les Sept découvrent un calepin tombé de la poche du voleur, qui apparemment s'appelle Albert Vinchon : un petit bout de papier glissé dans le calepin indique qu'un rendez-vous lui a été fixé en ville le soir même à 20 h 30. Colin et Jacques se rendent aux lieu et heure du rendez-vous. Alors que Colin est repéré, Jacques apprend qu'Albert Vinchon doit rechercher « l’homme de paille ». Les Sept sont ennuyés : cela signifie-t-il qu'ils doivent chercher un homme qui couvre de son nom les actes ou les écrits de quelqu'un d'autre, ou alors un banal épouvantail ? Ils décident d'aller voir tous les épouvantails installés dans les champs de la commune de Blainville, mais aucun de ces « hommes de paille » n'a été modifié récemment. Le père de Pierre leur vient en aide involontairement : il y a un épouvantail sur leur propriété ! Pierre s'y rend et constate que le sol a été creusé : sans doute certains objets avaient été enfouis dans le sol, au pied de l'épouvantail. Plus tard, de retour dans la grotte, Jacques fait une découverte : la grotte contenait un puits vertical permettant d'y accéder, mais ce puits est invisible depuis le sol. Une cavité située en hauteur du puits permettait à quelqu'un de s'y cacher. Ceci explique les vols constatés peu avant. Ils découvrent dans cette cavité les coussins disparus et les restes des boîtes de gâteaux secs, ainsi que le fruit d'un vol qui avait eu lieu quelques jours auparavant.
  - Dénouement et révélations finales (chapitre 15) : Les Sept préviennent le père de Pierre, qui alerte la gendarmerie. Albert Vinchon est arrêté et reconnu comme étant le voleur d'un sac postal. Son complice, Paul Potard, est lui aussi interpellé. Les Sept reçoivent une récompense pour leur enquête et l'arrestation des deux voleurs.
- Remarque : À deux reprises, l'auteur cite la série Le Club des cinq dans le corps du texte[1].
- Remarque : le mot de passe utilisé dans le roman est « Œuf de Pâques ».

### L'Avion du Clan des sept
- Titre original : Three Cheers Secret Seven.
- Date de publication originale : 1956.
- Date de publication en français :
- Publication en France : Bibliothèque rose.
- Illustrations : Jeanne Hives, puis Henriette Munière (édition de 1976).
- Nombre de pages : 190 (édition de 1976).
- Résumé : 
  - Mise en place de l'intrigue (chapitres 1 à 4) : Suzie, la sœur de Jacques, a reçu en cadeau un magnifique avion télécommandé. Ne sachant pas le faire fonctionner, elle propose au Clan des Sept de l'utiliser tous ensemble. Les Sept acceptent. Dès le lendemain, Suzie apporte son avion télécommandé et Jacques commence la manœuvre de vol. Hélas, l'avion va trop vite et se perd dans une propriété voisine (« La Châtaigneraie »), appartenant à Mme et M. Garnier et que l'on dit inoccupée. Suzie regrettant amèrement d'avoir mis son jouet à la disposition des Sept, Pierre et Jacques décident d'escalader le mur de clôture et de récupérer l'avion. Ils parviennent à pénétrer dans la propriété mais tombent nez-à-nez avec Ernest Moulard, le jardinier, lequel refuse de les écouter, les réprimande vertement et leur ordonne de quitter immédiatement les lieux. Pierre et Jacques, de retour vers leurs amis, expliquent leur mésaventure et promettent à Suzie de récupérer l'avion dès que le jardinier sera parti. Quelques heures après, Moulard quittant les lieux, Pierre et Jacques escaladent de nouveau le mur. Après une rapide recherche, ils retrouvent l'avion et le récupèrent en bon état. Au moment de quitter les lieux, Pierre aperçoit, à travers un volet de la grande maison, une chaudière à gaz allumée, chose étrange dans la mesure où les Granier ont quitté les lieux il y a plusieurs mois et où la maison est censée être inoccupée.
  - Enquête et aventures (chapitres 5 à 10) : Pierre et Jacques décident de retourner sur les lieux, mais par manque de chance, ils tombent nez-à-nez avec Ernest Moulard, le jardinier, et M. Valmont, un clerc de notaire ami des propriétaires de la maison. Pour expliquer leur présence illégale dans la propriété, Pierre explique à Valmont qu'il a vu un brûleur de gaz allumé. Moulard conteste cette version : non seulement il ne dispose pas des clefs de la maison, mais au surplus celle-ci est vide. Valmont ordonne à Moulard et aux enfants de le suivre et de tirer l'affaire au clair : les quatre pénètrent dans la maison dont Valmont a les clefs, se rendent dans la pièce indiquée par Pierre, et découvrent… que la pièce est inoccupée et que le brûleur est éteint. Pierre est déstabilisé par cette découverte, et Valmont chasse les deux enfants de la propriété. Mais Pierre explique à Jacques qu'il a noté deux faits étranges : des pots de fleurs contenaient des fleurs qui avaient été arrosées et l'horloge mécanique, remontée, marquait l'heure exacte. Persuadé que la maison est vraiment occupée en dépit des apparences, Pierre organise une nouvelle réunion des Sept, au cours de laquelle les enfants décident de mener l'enquête. Les renseignements qu'ils obtiennent sur Ernest Moulard (leur principal suspect) sont globalement satisfaisants : l'homme est travailleur, il est marié et habite près du canal, dans une petite maison insalubre, aucun reproche ne lui a jamais été fait. De même, Valmont semble être au-dessus de tout soupçon.
  - Dénouement et révélations finales (chapitres 11 à 15) : Les Sept décident une expédition de « planque » : le soir venu, les garçons du Clan retournent à la maison. Là, ils constatent qu'une des pièces de la maison est effectivement occupée, et qu’Ernest Moulard est effectivement impliqué dans l'occupation de la maison. Les Sept décident alors d'alerter M. Dufour, le père de Pierre. En fin de compte, on découvre la vérité : Moulard utilise l'une des pièces de la grande demeure pour héberger son épouse, gravement malade.
- Remarque : le mot de passe utilisé dans le roman est « Berlingot ».

### Le Clan des sept à la rescousse
- Titre original : Secret Seven Mystery.
- Date de publication originale : 1957.
- Date de publication en français : 1961
- Publication en France : Bibliothèque rose no 73.
- Illustrations : Langlais.
- Nombre de pages : 187.
- Résumé : 
  - Mise en place de l'intrigue (chapitres 1 à 3) : Le Clan des sept tente de retrouver Elisabeth Masson, une jeune adolescente qui a mystérieusement disparu. La jeune fille avait été accusée d'avoir volé une camarade de classe et aurait fugué du domicile de sa grand-mère.
  - Enquête et aventures (chapitres 4 à 15) : Au cours de leurs recherches, les Sept vont interroger plusieurs personnes qui pourraient les aider et subiront un canular de Suzie.
  - Dénouement et révélations finales (chapitres 16 à 19) : Les Sept retrouvent Elisabeth qui s'était travestie en un jeune palefrenier et s'était fait embaucher dans un haras sous le prénom de « Robert ». Le sel de la découverte de la vérité est qu'Elisabeth avait participé, sous l'identité de « Robert », aux recherches entreprises pour la retrouver.
- Remarque : le mot de passe utilisé dans le roman est « gousse d'ail » (on apprend dans la dernière page que le prochain sera « palefrenier »).

### Le Violon du Clan des sept
- Titre original : Puzzle for the Secret Seven
- Date de publication originale : 1958
- Date de publication en français : 1963
- Publication en France : Bibliothèque rose
- Illustrations : Pierre Leroy
- Nombre de pages :
- Résumé : 
  - Mise en place de l'intrigue :
  - L'enquête :
  - Dénouement et révélations finales :
- Remarque :

### Le Feu de joie du Clan des sept
- Titre original : Secret Seven Fireworks
- Date de publication originale : 1959
- Date de publication en français :
- Publication en France : Bibliothèque rose
- Illustrations : Lene Hahne
- Nombre de pages :
- Résumé : 
  - Mise en place de l'intrigue :
  - L'enquête :
  - Dénouement et révélations finales :
- Remarque :

### Le Télescope du Clan des sept
- Titre original : Good Old Secret Seven.
- Date de publication originale : 1960.
- Date de publication en français :
- Publication en France : Bibliothèque rose.
- Illustrations : Julio Ribera.
- Nombre de pages : 187.
- Résumé : 
  - Mise en place de l'intrigue (chapitres 1 à 6) : Jacques et Suzie ont reçu un télescope en cadeau. Jacques met ce télescope à disposition du Clan des sept. Néanmoins Suzie est mécontente : elle a autant de droits que son frère sur ce télescope, et pour se venger du fait que le Clan des sept ne veut pas l'accepter en son sein, s'amuse à narguer et à importuner les amis de Jacques. Suzie s'amuse même aux dépens du chef du Clan, Pierre, en lui faisant croire des choses (en réalité inexistantes) qu'elle dit voir grâce à la longue-vue. Un soir, Jeannette remarque la silhouette d'un homme près du château de Mauvert. Elle en parle à son frère Pierre. Ce dernier voit aussi des lumières dans le château abandonné, comme si des gens l'occupaient.
  - Enquête et aventures (chapitres 7 à 15) : Dès le lendemain, le Clan se rend au château, où des cris à glacer le sang retentissent. Ils apprennent par la suite qu'il s'agissait en fait de Suzie et de son amie Nicole qui s'étaient moquées d'eux. Mais Suzie et Nicole, qui étaient arrivées avant les Sept au château, leur révèlent avoir rencontré une femme en train de peindre des tableaux. Un soir, le télescope de Jacques et de Suzie est volé dans la cabane qui sert de lieu de réunion au Clan. Les Sept supposent que ce vol est en lien avec les événements mystérieux du château.
  - Dénouement et révélations finales (chapitres 16 à 20) : Les Sept continuent leur enquête et découvrent que le château de Mauvert abrite en réalité une petite bande de voleurs de tableau : la prétendue activité de peinture de la femme n'était qu'un prétexte. Les Sept parviennent à récupérer les tableaux et à faire arrêter les voleurs par la gendarmerie. Le télescope avait été volé puis détruit par les malfrats, mais grâce à la récompense que les Sept vont percevoir pour avoir récupéré les tableaux, il semble acquis que Jacques et Suzie pourront remplacer ce télescope prochainement et que tous les membres du Clan vont pouvoir avoir de beaux cadeaux de Noël.
- Remarque : le mot de passe utilisé dans le roman est « Ouah ! ouah ! » (on apprend dans la dernière page que le prochain sera « Tableau »).

### Surprise au Clan des sept
- Titre original : Shock for the Secret Seven
- Date de publication originale : 1961
- Date de publication en français :
- Publication en France : Bibliothèque rose
- Illustrations : Jeanne Hives
- Nombre de pages :
- Résumé : 
  - Mise en place de l'intrigue :
  - L'enquête :
  - Dénouement et révélations finales :
- Remarque :

### La Médaille du Clan des sept
- Titre original : Look Out Secret Seven
- Date de publication originale : 1962
- Date de publication en français :
- Publication en France : Bibliothèque rose
- Illustrations : Jeanne Hives
- Nombre de pages :
- Résumé : 
  - Mise en place de l'intrigue :
  - L'enquête :
  - Dénouement et révélations finales :
- Remarque :

### Le Cheval du Clan des sept
- Titre original : Fun for the Secret Seven
- Date de publication originale : 1963
- Date de publication en français :
- Publication en France : Bibliothèque rose
- Illustrations : Jeanne Hives
- Nombre de pages :
- Résumé : 
  - Mise en place de l'intrigue :
  - L'enquête :
  - Dénouement et révélations finales :
- Remarque :

## SérieLes Septd'Évelyne Lallemand

### Les Sept à la chasse au lion
- Date de publication : 1976
- Publication : Bibliothèque rose
- Illustrations :
- Nombre de pages :
- Résumé : 
  - Mise en place de l'intrigue :
  - L'enquête :
  - Dénouement et révélations finales :
- Remarque : publié en anglais sous le titre The Seven and the Lion Hunt.

### Les Sept font du cinéma
- Titre original : The Seven on Screen.
- Date de publication : 1977.
- Publication : Bibliothèque rose.
- Illustrations : Robert Bressy.
- Nombre de pages : 156.
- Résumé : 
  - Mise en place de l'intrigue (pages 7 à 65) : Le cinéaste Claude Latour a choisi la petite ville de Blainville pour tourner quelques scènes de son dernier film Duels et passions, avec l'actrice Katy Kaine en rôle principal. Des enfants de la commune doivent être embauchés pour une journée afin d'être figurants. Les Sept décident de se présenter auprès du responsable des ressources humaines. Quatre d'entre eux (Colin, Jacques, Jeannette, Babette) sont choisis pour être figurants, trois sont refusés en raison de leurs cheveux courts. Peu de temps après, le tournage commence. Les Sept observent avec passion le déroulement du tournage et les personnes qui gravitent autour du réalisateur et de l'actrice principale. La scène dans laquelle ils doivent figurer est tournée, à la satisfaction de tous. Mais quelques heures après, un drame survient : la pellicule qui contient tous les enregistrements des deux derniers jours a disparu, sans doute volée à Roger, l'assistant opérateur, alors qu'il l'avait déposée quelques instants sur un petit muret.
  - Enquête et aventures (pages 66 à 138) : Katy Kaine déclare qu'elle cessera de jouer dans le film si la pellicule n'est pas retrouvée. Les Sept décident de faire leur propre enquête, distincte de celle effectuée par la police. Ils se répartissent les rôles : les trois filles vont entendre Katy Kaine, deux autres garçons vont voir le régisseur et les policiers, tandis que deux autres vont interroger Maria (la doublure) et le personnel technique (habilleuse, maquilleuse). Leurs soupçons se portent aussi sur deux hippies (ayant été figurants dans les scènes tournées, ils ont quitté les lieux peu après la disparition de la bobine) et sur deux Italiens qui ont fait de Katy Kaine leur « idole ». L'enquête des sept ne permet pas de retrouver la pellicule. Les Sept découvrent alors que la bobine a disparu près du domicile d'un vieil homme, M. Laclos, qui s'était plaint du dérangement de l'équipe de tournage et des dépôts de saletés dans son jardin. Avec diplomatie, ils proposent au vieil homme de nettoyer son jardin. Le travail fait, ils lui demandent s'il a vu la bobine disparue...
  - Dénouement et révélations finales (pages 138 à 156) :

Il répond qu'il a effectivement vu un tel objet, qu'il l'a pris et jeté à la poubelle. Les Sept vont fouiller le contenu de la décharge municipale et finissent, après de longues recherches, par retrouver la précieuse pellicule. Fiers de leur succès, ils la restituent au producteur du film. Celui-ci organise une petite fête et, en guise de récompense, leur offre une caméra et des pellicules, afin qu'ils puissent tourner leurs propres films amateurs.
- Voir aussi : Fantômette et la Télévision (1966), autre roman de la Bibliothèque rose mettant en scène une aventure lors du tournage d'un film.

### Les Sept et le Magicien
- Date de publication : 1977
- Publication : Bibliothèque rose
- Illustrations :
- Nombre de pages :
- Résumé :
  - Mise en place de l'intrigue :
  - L'enquête :
  - Dénouement et révélations finales :
- Remarque : publié en anglais sous le titre The Seven and the Magician

### Les Sept sont dans de beaux draps
- Date de publication : 1978
- Publication : Bibliothèque rose
- Illustrations :
- Nombre de pages :
- Résumé : 
  - Mise en place de l'intrigue :
  - L'enquête :
  - Dénouement et révélations finales :
- Remarque : publié en anglais sous le titre The Seven Go Haunting'

### Les Sept et les Bulldozers
- Date de publication : 1978
- Publication : Bibliothèque rose
- Illustrations :
- Nombre de pages :
- Résumé : 
  - Mise en place de l'intrigue :
  - L'enquête :
  - Dénouement et révélations finales :
- Remarque : publié en anglais sous le titre The Seven to the Rescue

### Les Sept et la Déesse d'or
- Date de publication : 1979
- Publication : Bibliothèque rose
- Illustrations :
- Nombre de pages :
- Résumé : 
  - Mise en place de l'intrigue :
  - L'enquête :
  - Dénouement et révélations finales :
- Remarque : publié en anglais sous le titre The Seven Strike Gold

### Les Sept et les Soucoupes volantes
- Date de publication : 1979.
- Publication : Bibliothèque rose.
- Remarque : publié en anglais sous le titre The Seven and the UFOs.
- Illustrations : Pierre Brochard.
- Nombre de pages : 146.
- Résumé : 
  - Mise en place de l'intrigue (pages 7 à 36) : La télévision annonce qu'en plusieurs endroits du territoire national, des soucoupes volantes ont été aperçues par des promeneurs. Peu après, Nicole et Suzy annoncent aux membres du Clan des sept qu'elles ont aperçu, elles-aussi, une soucoupe volante dans la campagne. Les Sept se demandent s'il y a canular, mais apparemment les deux jeunes filles semblent de bonne foi. En tout cas, elles sont convaincantes. Les Sept se déplacent avec elles sur les lieux. Il n'y a rien, si bien que les Sept pensent à une farce. Quelle n'est pas leur surprise quand un engin volant non identifié fait son apparition, se dirigeant de manière erratique et en lançant des jets de lumière, avec un bruit strident !
  - Enquête et aventures (pages 37 à 110) : Revenant sur les lieux peu après, les Sept ne tardent pas à découvrir que la « soucoupe volante », qui s'est posée sur le sol et semble être désormais inoffensive, s'avère être un engin de taille moyenne rempli de tablettes de chocolat ! Un message indique que cette soucoupe volante publicitaire a été lancée par la société du chocolat « Avenir » pour que le grand public connaisse ce nouveau chocolat. Une récompense en chocolat est offerte à ceux qui auront découvert la soucoupe volante. Le lendemain, les Sept, avec Suzy et Nicole, accompagnés de parents, se rendent au siège de la société « Avenir » pour obtenir la récompense promise. Le directeur de l'usine explique que dix soucoupes volantes publicitaires ont été lancées deux jours auparavant. Envoyées dans des lieux inhabités, avec la « complicité » des autorités politiques et administratives, elles ont une autonomie énergétique de quatre jours et ont pour but de faire connaître la nouvelle marque de chocolat de manière provocante. Mais au cours de la réunion, le chef d'entreprise reçoit un appel téléphonique : une soucoupe volante « folle » s'attaque aux gens, détruisant tout sur son passage. Le directeur est d'autant plus estomaqué que la seule soucoupe volante dans la zone est celle découverte par les Sept et qu'elle est hors d'usage depuis la veille ! Les Sept se rendent dans la ville et aperçoivent cette soucoupe qui sème la pagaille. Il y a même des êtres étranges, ressemblant à des Martiens, qui en sortent et semblent agressifs. Puis ces êtres quittent les lieux aussi mystérieusement qu'ils étaient apparus. Le chien Moustique, stressé par tout cela, attaque les Martiens et pénètre dans la soucoupe volante ! Elle disparaît en emportant le chien.
  - Dénouement et révélations finales (pages 110 à 146) : Vingt minutes après, Moustique est retrouvé par un étudiant à 25 km de là. Il est évident qu'il n'a pas pu parcourir en si peu de temps cette distance par ses seuls moyens. Menés sur les lieux par l'étudiant, les Sept inspectent les environs. Ils découvrent la présence d'un terrain appartenant à la société du chocolat « Legrand ». Sur le terrain, cachée par des feuillages et une bâche, se trouve la mystérieuse soucoupe volante qui a effrayé la population peu avant. Il s'agit d'un hélicoptère dont les pales ont été cachées et qui a été camouflé avec des volets métalliques de manière à faire croire à une soucoupe volante. Le bruit de l'hélicoptère était camouflé par une sirène stridente. L'hélicoptère est équipé de bombes fumigènes. Les Sept retrouvent aussi des costumes donnant l'illusion que ceux qui les portent ne sont pas humains. Les Sept organisent un stratagème, le méchant canular du chocolat « Legrand » pour nuire à son concurrent économique est révélé et ses exécutants sont arrêtés par la police.
- Voir aussi : Alice et la Soucoupe volante.

### Les Sept à 200 à l'heure
- Date de publication : 1980
- Publication : Bibliothèque rose
- Illustrations :
- Nombre de pages :
- Résumé : 
  - Mise en place de l'intrigue :
  - L'enquête :
  - Dénouement et révélations finales :
- Remarque : publié en anglais sous le titre The Seven and the Racing Driver

### Les Sept ne croient pas au père Noël
- Date de publication : 1981
- Publication : Bibliothèque rose
- Illustrations :
- Nombre de pages :
- Résumé : 
  - Mise en place de l'intrigue :
  - L'enquête :
  - Dénouement et révélations finales :
- Remarque : publié en anglais sous le titre The Seven and Father Christmas

### Les Sept saluent Lucky Star
- Date de publication : octobre 1982.
- Publication : Bibliothèque rose.
- Illustrations : Henriette Munière.
- Nombre de pages : 157.
- Résumé : 
  - Mise en place de l'intrigue (pages 9 à 66) : Alors qu'il se baignent dans la rivière, les Sept font la connaissance de Philippe, un garçon qui paraît triste. Il leur explique que ses parents sont en voie de séparation et qu'il voit rarement son père. Le soir, la petite commune de Blainville participe à des jeux télévisés mettant en concurrence des enfants de plusieurs pays dans diverses épreuves sportives. Plusieurs des Sept en font partie. Un chanteur très connu, « Lucky Star », clôt la soirée par une chanson. Peu après les Sept apprennent que Philippe est le fils de Lucky Star. Le garçon ayant oublié sa serviette de bain à la rivière, les Sept tentent de la remettre à son père à la fin de l'émission télévisée, sans succès. Le lendemain ils se rendent à l'hôtel où réside Lucky Star. Ils apprennent que Philippe a été enlevé durant la nuit et que le ravisseur demande une rançon de 50 000 francs (valeur 1982) pour sa libération.
  - L'enquête (pages 67 à 129) : Lucky Star accepte de payer la rançon. Il se soumet aux exigences du ravisseur et verse la rançon selon les modalités indiquées. le problème est que Philippe n'est pas libéré ! Les Sept découvrent alors que Suzie (sœur de Pierre) et son amie Nicole disposent d'une magnifique planche à roulette qu'elles sont dans l’impossibilité de se payer. Comment ont-elles financé cet achat ? Leur enquête révèle qu'elles ont payé la planche à roulette 450 francs, et que les billets remis au vendeur proviennent de la rançon versée par Lucky Star (qui avait relevé les numéros des billets de banque versés). Qui leur a remis cette somme ? Il s'agit de Gérard, le frère de Nicole. Et Gérard, qui travaille justement dans l'hôtel où réside Lucky Star, avait la possibilité matérielle de procéder à l'enlèvement. Les Sept organisent un « guet-apens » de Gérard quand celui-ci vient apporter des consommations à Lucky Star. Désemparé, il reconnaît qu'il a effectivement rédigé la lettre de rançon, mais qu'en revanche il n'a pas enlevé Philippe. Il explique que le soir des jeux télévisés, il avait aperçu l'enfant quitter furtivement l'hôtel. Pensant à une fugue de Philippe, Gérard l'avait mise à profit pour solliciter une rançon, pensant que le garçon reviendrait très rapidement à l'hôtel. Les explications de Gérard étant cohérentes, Lucky Star ne sollicite pas la police. On appelle la mère de Philippe : l'enfant ne se trouve pas chez elle.
  - Dénouement et révélations finales (pages 129 à 157) : Les Sept continuent leur enquête, y compris à la rivière où ils avaient rencontré Philippe la première fois. Un message gravé par Philippe sur un arbre leur donne un précieux indice. Ils finissent par le retrouver, assis seul au commet d'une colline. Joyeux, les Sept le ramènent chez Lucky Star, qui a annoncé aux médias et à ses fans qu’il quittait la scène afin de mieux se consacrer à sa famille.
- Remarques : 
  - Roman inédit en anglais.
  - Les jeux télévisés évoqués dans le roman font penser à Intervilles ou à Jeux sans frontières.
  - Ne pas confondre avec Lucky Star avec la hors-la-loi Belle Starr. Compte tenu de la date de publication du roman, Lucky Star peut évoquer Claude François ou Johnny Hallyday.

### Les Sept et la Boule de cristal
- Date de publication : 1984
- Publication : Bibliothèque rose
- Illustrations :
- Nombre de pages :
- Résumé : 
  - Mise en place de l'intrigue :
  - L'enquête :
  - Dénouement et révélations finales :
- Remarque : inédit en anglais

### Les Sept dans la maison hantée
- Date de publication : 1986
- Publication : Bibliothèque rose
- Illustrations :
- Nombre de pages :
- Résumé : 
  - Mise en place de l'intrigue :
  - L'enquête :
  - Dénouement et révélations finales :
- Remarque : inédit en anglais

## Sources
site internet
- Bibliothèque nationale de France (pour la bibliographie)

ouvrage
- Armelle Leroy, Le Club des cinq, Fantômette, Oui-Oui et les autres : Les grandes séries des Bibliothèques Rose et Verte, Paris, Hors Collection, 2005, 110 p. (ISBN 2-258-06753-7)